# Jeux d'Asie du Sud-Est de 1965
Navigation
Édition précédente Édition suivante
La troisième édition des Jeux d'Asie du Sud-Est s'est tenue du 14 au 21 décembre 1965 à Kuala Lumpur en Malaisie. L'édition 1963 prévue au Cambodge a été annulée en raison de problèmes politiques.

## Pays participants
La compétition a réuni des athlètes provenant de six pays : parmi les six pays fondateurs de la Fédération des Jeux péninsulaires d'Asie du Sud-Est seul le Cambodge est absent. Singapour est également présent, pour la première fois avec le statut d'état indépendant.
Tous les pays participants ont obtenu au moins une médaille. La Thaïlande termine en tête du tableau des médailles :
| Rang | Nation      | Or | Argent | Bronze | Total |
| ---- | ----------- | -- | ------ | ------ | ----- |
| 1    | Thaïlande   | 38 | 33     | 35     | 106   |
| 2    | Malaisie    | 33 | 36     | 28     | 97    |
| 3    | Singapour   | 18 | 14     | 16     | 48    |
| 4    | Birmanie    | 8  | 7      | 18     | 33    |
| 5    | Sud-Vietnam | 5  | 7      | 7      | 19    |
| 6    | Laos        | 0  | 0      | 2      | 2     |

## Sports représentés
14 sports sont représentés. Parmi les 12 disciplines au programme de l'édition de 1961 seule la voile est retirée. Le judo et le sepak takraw font leur apparition :
- Athlétisme
- Badminton
- Basket-ball
- Boxe
- Cyclisme
- Football
- Judo
- Haltérophilie
- Natation
- Sepak takraw
- Tennis
- Tennis de table
- Tir sportif
- Volley-ball